# Despite It All
Despite It All è un album dei Brinsley Schwarz, pubblicato dalla Capitol Records (negli Stati Uniti) e dalla Liberty Records (nel Regno Unito) nel novembre del 1970. Il disco fu registrato all'Olympic Studios di Barnes, Londra (Inghilterra).

## Tracce
Brani composti da Nick Lowe, eccetto dove indicato
Lato A
1. Country Girl – 3:02
2. The Slow One – 5:29
3. Funk Angel – 4:17
4. Piece of Home – 6:10 (Bob Andrews)

Lato B
1. Love Song – 3:59
2. Starship – 2:36
3. Ebury Down – 5:10
4. Old Jarrow – 7:05

## Musicisti
- Brinsley Schwarz - chitarra, voce
- Bob Andrews - tastiere, chitarra, basso, voce
- Nick Lowe - basso, chitarra, banjo, voce
- Bill Rankin - batteria, percussioni

Ospiti
- Willy Weider - fiddle (brano: Country Girl)
- Dave Jackson - sassofono (brani: The Slow One e Funk Angel)
- Brian Cole - chitarra pedal steel (brano: Starship)[1][4]